# Пиринско пиво
 Тази статия е за българската пивоварна компания.  За едноименната марка бира вижте Пиринско.  
„Пиринско пиво“ АД е бивша българска пивоварна компания, със седалище в град Благоевград, основана през 1967 г. като фабрика за бутилиране на пиво, и съществувала до 2004 г., когато се влива в „Шуменско пиво“АД (преименувано по-късно на „Карлсберг България“АД), собственост на датския пивоварен концерн „Карлсберг Груп“.

## История

### 1965 – 1989
През 1965 г. в Благоевград започва строителство на фабрика за бутилиране на пиво в системата на ДСО „Винпром“. С Решение № 137/04.04.1967 г. на министерския съвет, фабриката се обособява като самостоятелно предприятие в системата на ДСО „Българско пиво“. Строежът на фабриката и монтажът на машините и съоръженията завършват в края на в.юни 1967 г. и фабриката се пуска официално в експлоатация на 1 юли 1967 г. Бирата се доставя с автоцистерни от пивоварните фабрики „Леденика“, „Витоша“ и „Дунав“ и до края на годината са бутилирани 4 386 000 бутилки. Макар снабдяването на Югозападния район с пиво да се подобрява, потреблението нараства, и ръководството на ДСО „Българско пиво“ взема решение към фабриката бутилиране да се изгради и пивоварна. Строителството на завода започва през 1968 г.
На 26.03.1971 г. официално се открива новият Пивоварен завод „Пиринско пиво“, който е без малцерай, но е оборудван с ново приемно устройство и силози за малц, нова 4-съдна медна варилна инсталация, закрито избистряне и охлаждане на пивната мъст чрез буферен съд, сепаратори, закрити ферментационни и депозитни съдове, парова станция, хладилно стопанство с вносни компресори и др. На 11 май 1971 г. се бутилират първите бутилки бира, произведена в завода. До края на 1971 г. се произвеждат 13.000.000 литра бира, при капацитет на завода от 15.000.000 литра. През 1972 г. започва изграждане на ново ферментационно и депозитно отделение, ново филтърно и успокоително и ново бутилково отделение. През 1973 г. се пуска в експлоатация и фабриката за бутилиране на бира в гр. Петрич. През 1974 – 1980 г. заводът продължава да се модернизира – доставят се нови два съда и варилната инсталация става 6-съдна, монтират се нови мелници за мокро смилане на малца и се изгражда нов бункер за пивоварна каша; изгражда се ново хладилно отделение. Към 1980 г. годишния производствен капацитет достига 40 милиона литра пиво. През 1970-те години започва производството на 12 % специално „Пиринско пиво“, както и оригиналните пива „Предела“ светло и „Беласица“ тъмно. Годишното производство на бира се увеличава – през 1971 г. са произведени 12 774 000 литра бира, през 1973 г. – 27 505 000 л.; през 1975 г. – 34 742 000 л., през 1977 г. – 36 900 000 л., през 1979 г. – 32 165 000 л., през 1980 г. – 31 660 000 литра.
През 1980-те години модернизцацията на завода продължава – монтират се нови миялни машини, пълначен моноблок и етикираща машина, тунелен пастьоризатор, буремиялна и бурепълначна машина. Асортиментът се обогатява – на пазара излизат 12 % луксозно „Пиринско пиво“ с трайност 6 месеца което 5 поредни години е отличено със златен медал от Монд Селексион, 11,3 % светло специално пиво, 9 и 12 % специално пиво „Орбелос“ с антирадиационно действие. Годишното производство на бира отново нараства – през 1981 г. са произведени 35 550 000 литра бира, през 1983 г. – 36 028 000 л.; през 1985 г. – 42 402 000 л., през 1987 г. – 46 279 000 л., през 1989 г. – 50 650 000 л., през 1990 г. – 48 336 000 литра. 

### 1990 – 2004
С Решение № 152/06.12.1990 г. на министъра на земеделието и хранителната промишленост се образува фирма с държавно имущество – ДФ „Пиринско пиво“ – гр. Благоевград, като правоприемник на активите и пасивите на Пивоварен завод „Пиринско пиво" от прекратеното СО „Българско пиво“. През 1992 г. фирмата се преобразува в „Пиринско пиво“ ЕООД, а през 1996 г. – в „Пиринско пиво“ ЕАД.
„Пиринско пиво“ ЕАД е раздържавено по линия на масовата приватизация през 1997 г., като 70% от акциите на дружеството стават собственост на няколко приватизационни фонда и индивидуални участници. Най-голям дял – 34 % или 43 004 акции придобива Приватизационен фонд „Златен лев“. ПФ „Света София“ и ПФ „Орел инвест“ придобиват съответно по 3193 акции, представляващи по около 3 % от капитала. Голям дял от капитала – около 28 %, или 30844 акции, са закупени от индивидуални участници. За 1997 г. дружеството отчита загуба от 84 млн. лв. най-вече поради загубата на пазари и влошеното качество на пивото, като годишните продажби възлизат едва на 4 000 000 литра. През 1998 г. се приватизират още 24 % от капитала на дружеството чрез Българска фондова борса – София. През 1999 г., две години след приватизацията, „Пиринско пиво“ излиза на печалба. През 2001 г. „Пиринско пиво“ АД открива нова инсталация за производство на наливна бира. В действие влиза и съвременна линия за пълнене на бира в херметически затворени бурета. Разнообразява се асортимента – освен „Пиринско светло“ и „Пиринско тъмно“, на пазара е пусната и премийната бира „Златен елен“.
През ноември 2002 г. датския пивоварен концерн „Карлсберг Брюърис“ придобива 67 % от акциите на „Пиринско пиво“ АД. „Карлсберг Брюърис“ инвестира над 30 милиона лева в модернизация на производствените мощности и за привеждане на производството към стандартите на датската компания.
С решение на Софийски градски съд от 14.09.2004 г. се вписват вливането на „Пиринско пиво“АД в „Шуменско пиво“АД, както и промяна в наименованието на дружеството, което се променя на „Карлсберг България“АД.